# Ben 10: Alien Force (gra komputerowa)
Ben 10 Alien Force – gra zręcznościowa stworzona przez Monkey Bar Games na platformę PlayStation 2, PlayStation Portable i Nintendo Wii a na Nintendo DS przez 1st Playable Productions. Gra jest kontynuacją wydanej w 2007 roku gry Ben 10: Protector of the Earth. Fabuła nawiązuje do emitowanego przez Cartoon Network serialu animowanego o tym samym tytule.

## Fabuła
Fabuła gry opowiada historię piętnastoletniego chłopaka o imieniu Ben. Akcja rozpoczyna się pięć lat po wydarzeniach z poprzedniej części Ben 10: Protector of the Earth. Ben musi ratować porwanego dziadka, a także chronić mieszkańców swojej planety przed wrogimi obcymi.

## Opis
- gracz wciela się w jedną z dziewięciu postaci,
- futurystyczne urządzenie omnitrix wzbogacone zostało o możliwość przekształcenia głównego bohatera w kilka nieznanych dotąd kosmitów,
- gracz do czynienia ma z około dwudziestoma przeciwnikami,
- w zależności od formy lub sterowanej przez gracza postaci dysponuje on różnymi zestawami ciosów oraz umiejętności,
- oprawa audiowizualna gry jest na wysokim poziomie, jednak wersja na platformę NDS prezentuje się stosunkowo ubogo; edycja ta oferuje za to kilka unikalnych bonusów, np. nowe funkcje Omnitrixa,
- grafika wykonana jest w 3D.